# Rabbit Test
Pour plus de détails, voir Fiche technique et Distribution.
Rabbit Test est un film américain réalisé par Joan Rivers et sorti en 1978.

## Synopsis
Lionel Carpenter est un enseignant célibataire qui est encore vierge. Son cousin, Danny, lui arrange une aventure d'un soir. Peu après cette première relation sexuelle, Lionel se sent malade. Plus tard, il apprend qu'il est le premier homme enceint de l'histoire.

## Fiche technique
- Titre original : Rabbit Test
- Réalisation : Joan Rivers
- Scénario : Joan Rivers et Jay Redack
- Musique : Pete Carpenter et Mike Post
- Photographie : Lucien Ballard
- Montage : Stanford C. Allen
- Direction artistique : Robert Kinoshita
- Production : Edgar Rosenberg
- Société de production : Melvin Simon Productions
- Société de distribution : AVCO Embassy Pictures
- Pays de production :  États-Unis
- Langues originales : anglais, français et espagnol
- Format : couleurs - 1,85:1 - 35 mm - son mono
- Genre : comédie
- Durée : 84 minutes
- Dates de sortie : 
  - États-Unis : 9 avril 1978

## Distribution
- Billy Crystal : Lionel Carpenter
- Joan Prather : Segoynia Savaka
- Alex Rocco : sergent Danny Bonhoff, le cousin de Lionel
- Doris Roberts : Mme Carpenter
- Margaret Adachi : l'interviewer
- Adam Anderson : le marin en pleurs
- Richard Deacon : le premier journaliste
- Murray Matheson : Dr Mario Lowell